# Bergeronia sericea
Bergeronia sericea är en ärtväxtart som beskrevs av Marc Micheli. Bergeronia sericea ingår i släktet Bergeronia och familjen ärtväxter. Inga underarter finns listade i Catalogue of Life.